# Skarzyńce (obwód winnicki)
Skarżyńce (ukr. Скаржинці) – wieś na Ukrainie w rejonie chmielnickim obwodu winnickiego.